# Стружниця (Словенія)
Стружниця (словен. Stružnica) — поселення в общині Костел, регіон Південно-Східна Словенія, Словенія. Висота над рівнем моря: 695,1 м.